# Ga Ōokayama
Ga Ōokayama (大岡山駅 (Đại Cương Sơn Dịch) Ōokayama-eki) là ga đường sắt ở Ōta, Tokyo, Nhật Bản. Nhà ga nằm ở giữa phường Meguro và Ōta.

## Tuyến
Nhà ga này phục vụ bởi Tuyến Tōkyū Ōimachi và Tuyến Tōkyū Meguro.

## Bố trí ga
Nhà ga này bao gồm 2 sân ga phục vụ cho 4 đường ray.
| 1 | ■ Tuyến Tōkyū Meguro  | Den-en-chōfu, Musashi-Kosugi, Hiyoshi |
| 2 | ■ Tuyến Tōkyū Ōimachi | Jiyūgaoka, Futako-Tamagawa, Mizonokuchi (Tuyến Den-en-toshi) Saginuma, Chuo-Rinkan                                                                       |
| 3 | ■ Tuyến Tōkyū Ōimachi | Hatanodai, Oimachi |
| 4 | ■ Tuyến Tōkyū Meguro  | Musashi-Koyama, Meguro (Tuyến Tokyo Metro Namboku) Akabane-Iwabuchi, (Tuyến đường sắt nhanh Saitama) Urawa-Misono (Tuyến Toei Mita) Nishi-Takashimadaira |

## Ga liền kề
| «                          | «                          | Dịch vụ                    | »                          | »                          |
| Tuyến Tōkyū Ōimachi (OM08) | Tuyến Tōkyū Ōimachi (OM08) | Tuyến Tōkyū Ōimachi (OM08) | Tuyến Tōkyū Ōimachi (OM08) | Tuyến Tōkyū Ōimachi (OM08) |
| -------------------------- | -------------------------- | -------------------------- | -------------------------- | -------------------------- |
| Kita-Senzoku (OM07)        | Kita-Senzoku (OM07)        | Địa phương                 | Midorigaoka (OM09)         | Midorigaoka (OM09)         |
| Hatanodai (OM06)           | Hatanodai (OM06)           | Tốc hành                   | Jiyūgaoka (OM10)           | Jiyūgaoka (OM10)           |
| Tuyến Tōkyū Meguro (MG06)  |                            |                            |                            |                            |
| Okusawa (MG07)             |                            | Địa phương                 |                            | Senzoku (MG05)             |
| Den-en-chōfu (MG08)        |                            | Tốc hành                   |                            | Musashi-Koyama (MG03)      |